# Store Styggehøe
De Store Styggehøe is een berg behorende bij de gemeente Lom in de provincie Oppland in Noorwegen. De berg, gelegen in Nationaal park Jotunheimen, heeft een hoogte van 2213 meter.
De Store Styggehøe is onderdeel van het gebergte Jotunheimen.